# Světová konference (Kristova komunita)
Světové konference jsou duchovní setkání Kristovy komunity, kde běžní členové tohoto společenství jednou za 3 roky debatují změny a aktuální postoje k problémům ve světě.
Konference vidí členy Kristovy komunity jako "prorocký lid" a snaží se prosazovat demokratické principy v náboženských společenstvích.

## Historie

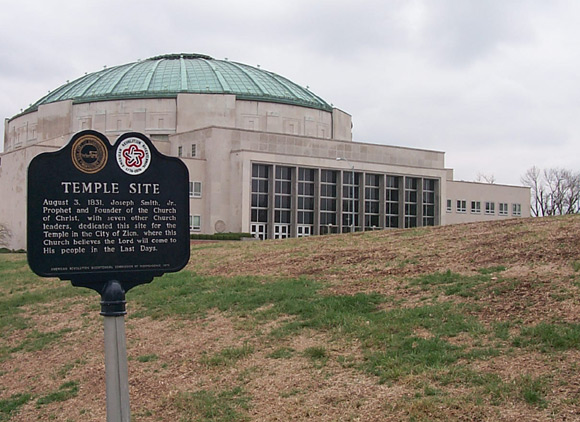
Chrámová hala Kristovy komunity v Missouri

Světové konference byly původně známé jako Všeobecné konference. První Generální konference Církve Ježíše Krista se konala dne 9. června 1830, jen dva měsíce poté, co byla tato církev zorganizovaná. Konference byla svolaná ve Fayette, New Yorku, a předsedal jí Joseph Smith. Součástí konference bylo shromáždění 27 členů církve.
Konference se původně konala každý půl rok a navíc kdykoliv vyvstala potřeba, ale v pozdním devatenáctém století byly intervaly změněny na jeden rok. S mnoha členy toužícimi střetnout se více než jednou za rok se konají letní shromáždění (od roku 1883 do současnosti) jako srazy přátel. 
Ve dvacátém století církev rozhodla, že není třeba se pravidelně střetávat častěji než jednou za 2 roky. S nárůstem členů po celém světě však došlo v roce 2007 k rozhodnutí, že Světová konference se bude konat jednou za tři roky. Během těchto 3 let mohou členové po celém světě zkoušet nové změny a rozhodnout o jejich budoucnosti na příští konferenci.  
Poslední Světová konference se konala v roce 2016. 

## Fungování světové konference

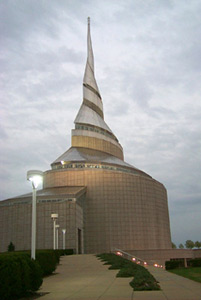
Chrám Kristovy komunity v Missouri, kde se členové setkávají

Světová konference je nejvyšším zákonodárným orgánem v rámci Kristovy komunity. Je oprávněný jednat za celou církev a funguje na základě principu známého jako "společná dohoda" (common consent) – to znamená, že církev usnese to, na čem se dohodnou členové církve jako prorocký lid. Konferencím předsedá Prorok s rádci a apoštoly. 
Návrhy jsou často debatované energicky a výsledky závisí na názorech běžných členů.
Zahajovací oslavy Světové konference tradičně zahrnují ceremonii, kde jsou představují vlajky národů, v nichž už je církev zorganizována. S postupem času je tak zástup vlajek stále delší. Světové konference trvají 7 dní, během nichž zástupci členů z celého světa debatují aktuální směřování Kristovy komunity. 

## Rezoluce
Na Světové konferenci dochází k debatám a hlasováním o rezolucích, navrhovaných v rámci demokratického hlasování. Rezoluce zmocňují předsednictvo církve ke zvláštním úkonům a také vytyčuje nové a důležité cíle Komunity. Rezoluce také upravují konkrétní pravidla, týkající se například sexuality, kněžství, obřadů a podobně. 